# 矽線石

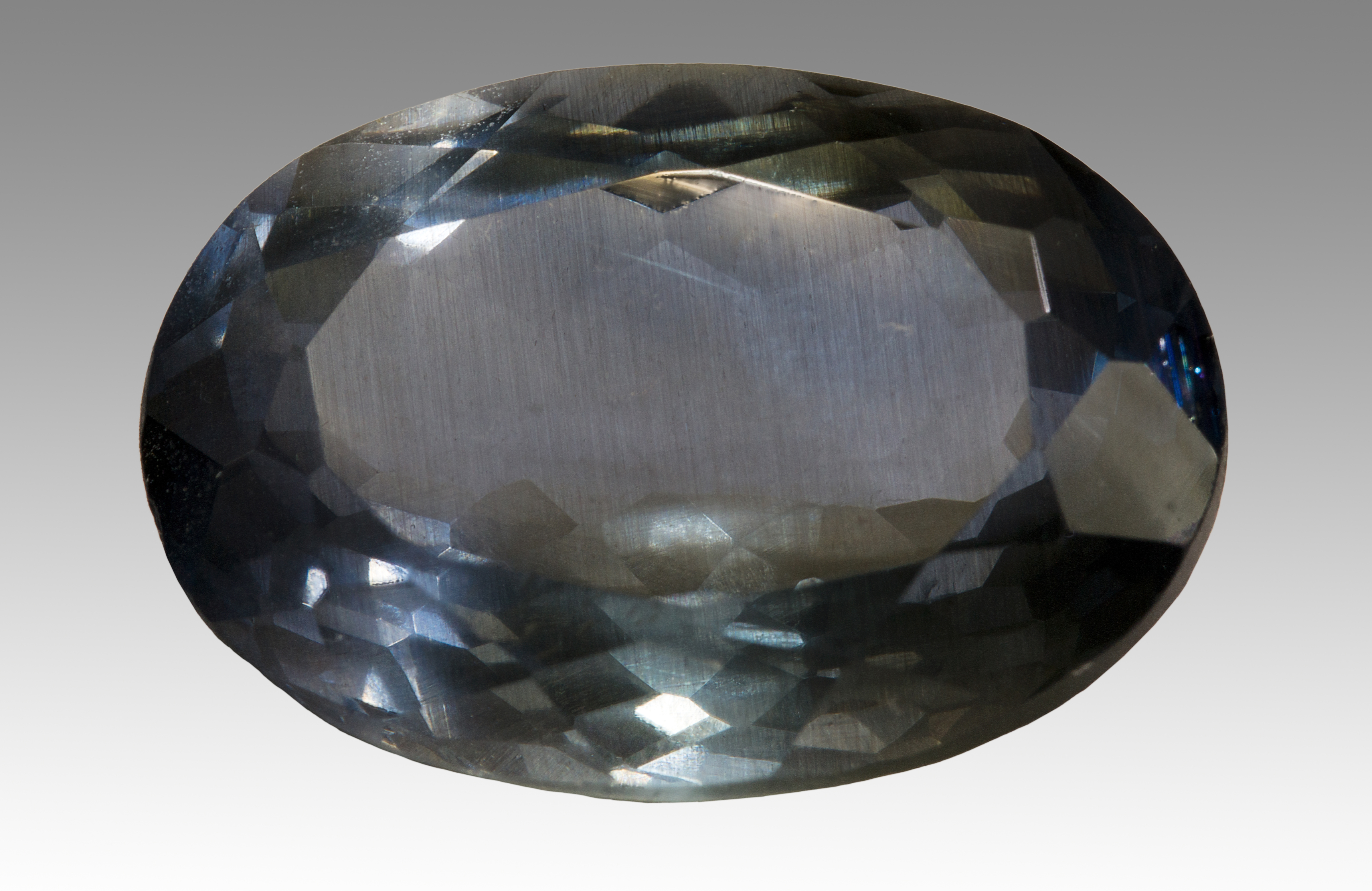
矽线石切

矽线石（英語：Sillimanite）是一種鋁矽酸鹽，化學式是Al2SiO5。矽線石的命名是為了紀念美國化學家班傑明·西利曼（Benjamin Silliman, 1779-1864）。
矽线石见于火成岩与富铝岩石的接触带或结晶片中。是很好的耐火材料。

## 產狀
矽線石是三種鋁矽酸鹽異構物之一，另外二種是紅柱石和藍晶石。矽線石有一種常見變種細矽線石。矽線石和細矽線石通常出現在經過變質作用的沉積岩。同時，矽線石是高度變質作用的指標礦物。